# Charentais Mottin
Charentais Mottin, anteriormente conocido como Crottin Charantais, es un queso francés blando de doble crema elaborado con leche de vaca entera pasteurizada, elaborado por Savencia Fromage & Dairy en la comuna de Saint-Saviol ubicada en el departamento de Vienne.
Su forma es cilíndrica, de una altura de 4,5 cm para un diámetro de 8 cm y un peso medio de 200g. Está envasado en papel. Su contenido de grasa es del 37% en el producto terminado y del 65% deshidratado. Su sabor y textura es cremoso.
Originalmente fue producido en las cercanías de la localidad de Surgères por la empresa Charentes Lait hasta el año 1936. Existía una versión del queso elaborado con leche de cabra llamado trottin charentais .